# Bur Gao
Shungwaya (moderna Bur Gao) fou un port de la costa de Somàlia al fons de la vall Mcho wa Hori o Mto wa Hori. És considerat el centre de la dispersió de les deu tribus bantus cap a Kenya i Tanganyika per fundar regnes, però de fet només els shambaa van fundar un regne (segle xviii) uns dos-cents anys després de la seva dispersió al segle xvi, i van adoptar l'islam al segle xix per influència de Zanzíbar. A part de la vila moderna hi ha tres llocs relacionats amb l'antic port a la seva rodalia: al centre un lloc de pregària (suposadament del Shaykh Muhyi l-din) de possible origen ibadita; diverses tombes al nord amb un gran edifici que no se sap si fou una mesquita; i un lloc al sud, en un turó, que forma una posició defensiva rodejada d'una muralla, i que conserva el nom de Shungwaya. En el lloc fou trobat un grapat de monedes romanes del segle iv i una àmfora.